# Bixa orellana
Bixa orellana L. è una pianta arbustiva appartenente alla famiglia delle Bixacee, originaria dell'America tropicale, localmente nota come roucou o achiote.
Dai semi di questa pianta si ricava l'annatto, colorante naturale (E160b).

## Descrizione
I suoi fiori sono di color rosa e dà frutti rossi a spine piene di grani, anche loro rossi.
La grana di roucou non è di per sé commestibile. Essa viene raccolta poi seccata per estrarne la cera che avvolge i grani, molto ricchi di carotenoidi.
Il roucou o annatto o achiote, utilizzato nell'alimentazione, corrisponde a questa preparazione. Si tratta di un potente colorante e anche un condimento, dal sapore leggero di noce moscata pepata.

## Distribuzione e habitat
Bixa orellana è diffusa in tutta l'ecozona neotropicale.
()
Inoltre Bixa orellana si trova sia allo stato selvatico che coltivata tra Messico ed Ecuador, in Brasile e in Bolivia. Sebbene sia una specie invasiva, viene coltivata in molte regioni del mondo.
Durante i secoli XVI e XVII, la tintura di annatto era distribuita nel Sudest Asiatico, in Africa, nei Caraibi, nelle Hawaii e nelle regioni tropicali e subtropicali del sudest americano attraverso scambi commerciali. Essa divenne coltivata nelle regioni tropicali dell'Asia, quali India, Sri Lanka e Giava principalmente per il colore fornito dai suoi semi.

## Ecologia
È una pianta mirmecofila che accoglie le formiche nei nettari extrafloreali e negli internodi.

## Usi
La pasta di achiote, favorita nella cucina dello Yucatán e di Oaxaca, è formata dai semi rossi di achiote, dal sapore leggermente amaro, con gusto di terra, mescolati con altre spezie e macinati fino a formare una pasta. L'achiote è decisamente importante come colorante e aroma nella cucina messicana.

## Galleria d'immagini

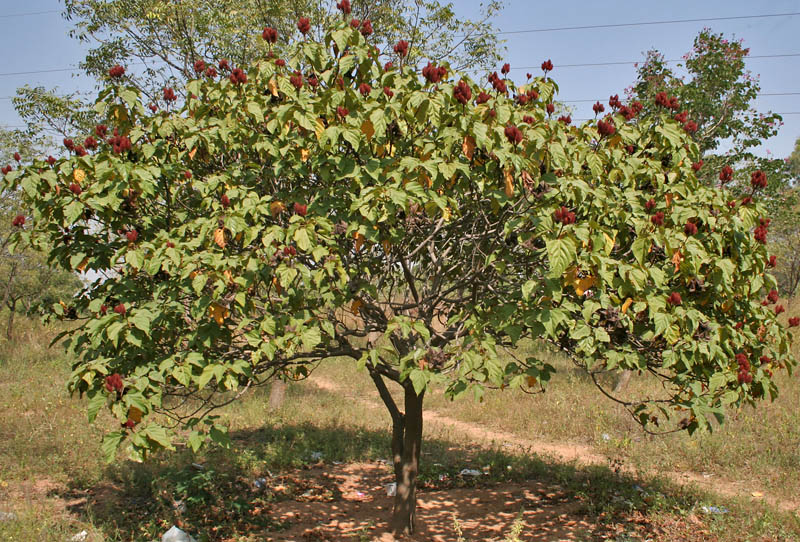
Con frutti in Hyderabad, India.
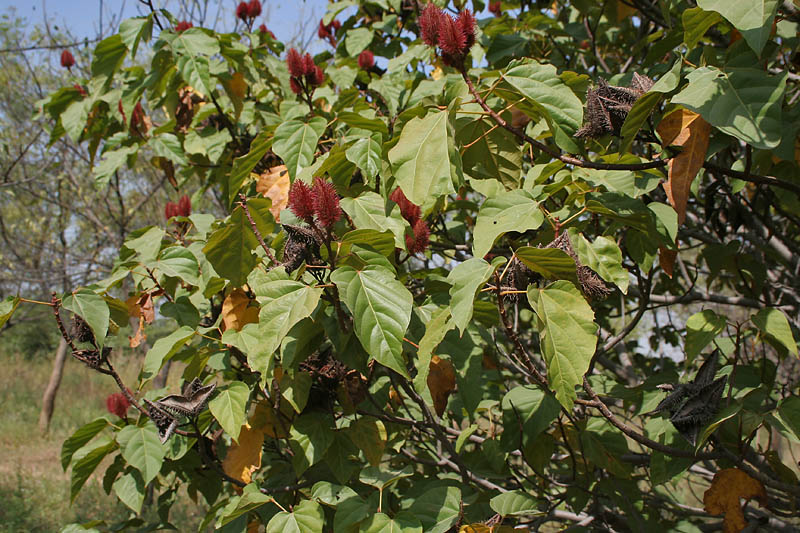
Con frutti in Hyderabad, India.
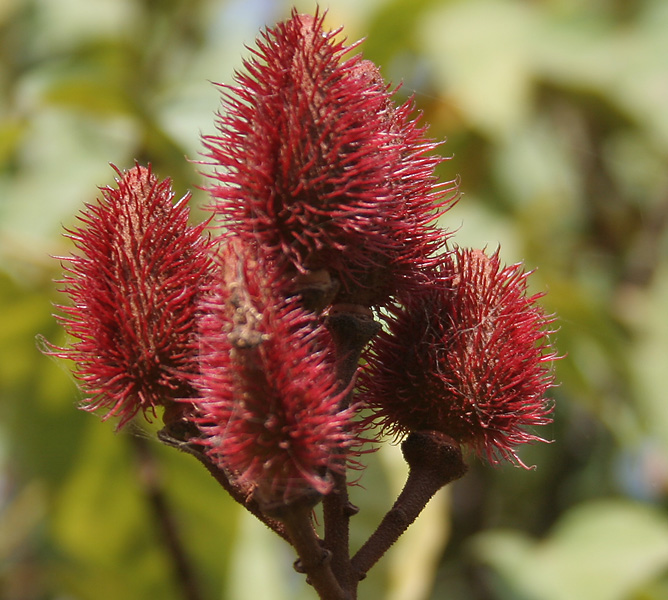
Frutti in Hyderabad, India.
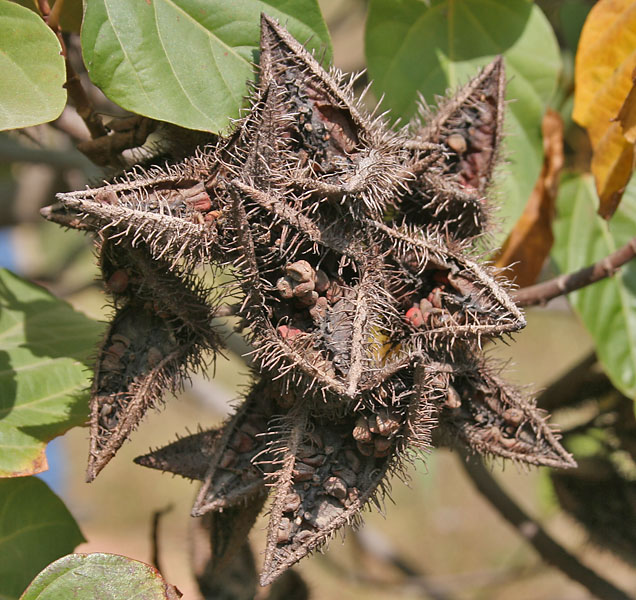
Frutti secchi in Hyderabad, India.
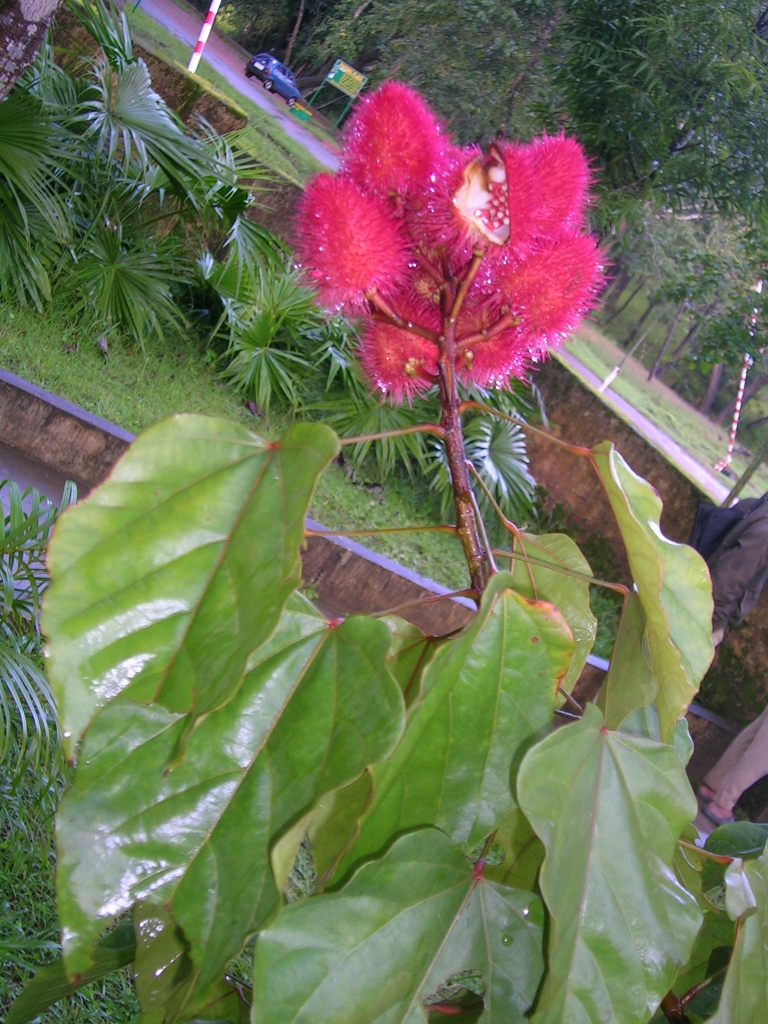
Ramo con frutti dove si vede il baccello del seme
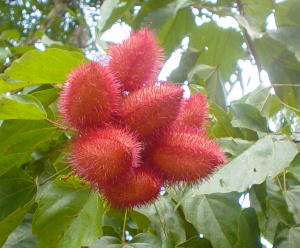
Gruppo di baccelli
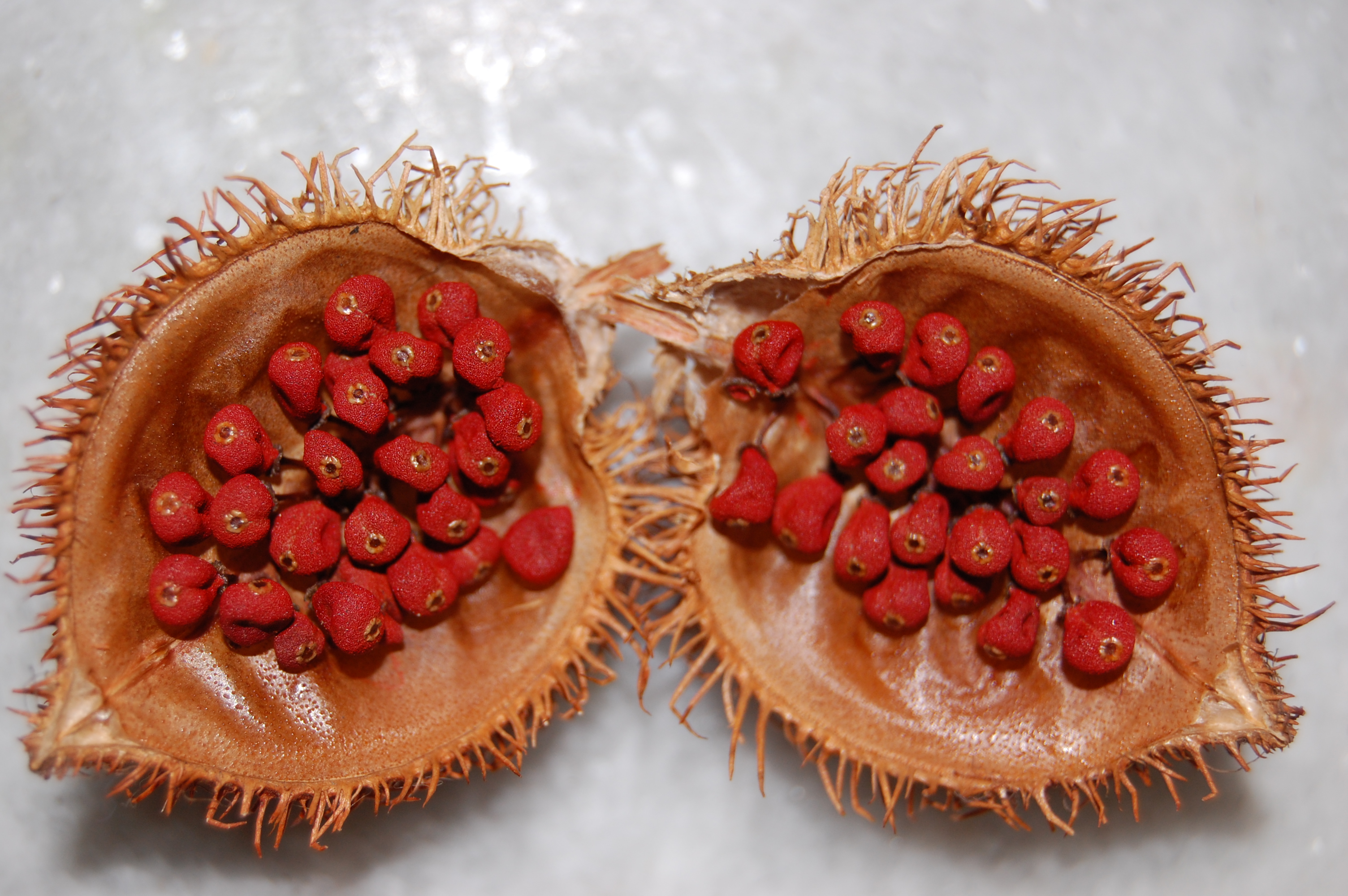
Sezione di un baccello con i semi
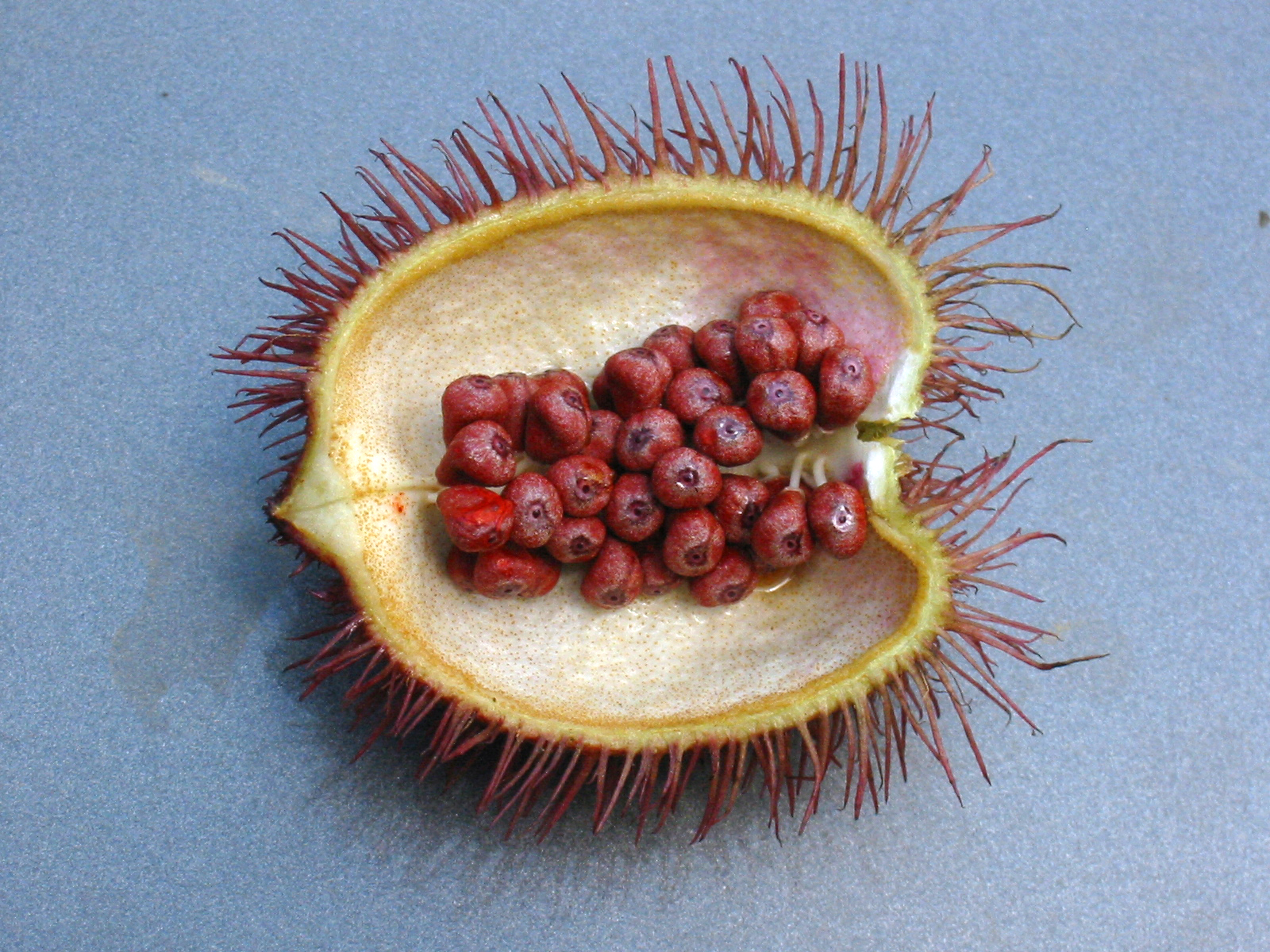
Metà di un baccello di semi con i semi all'interno
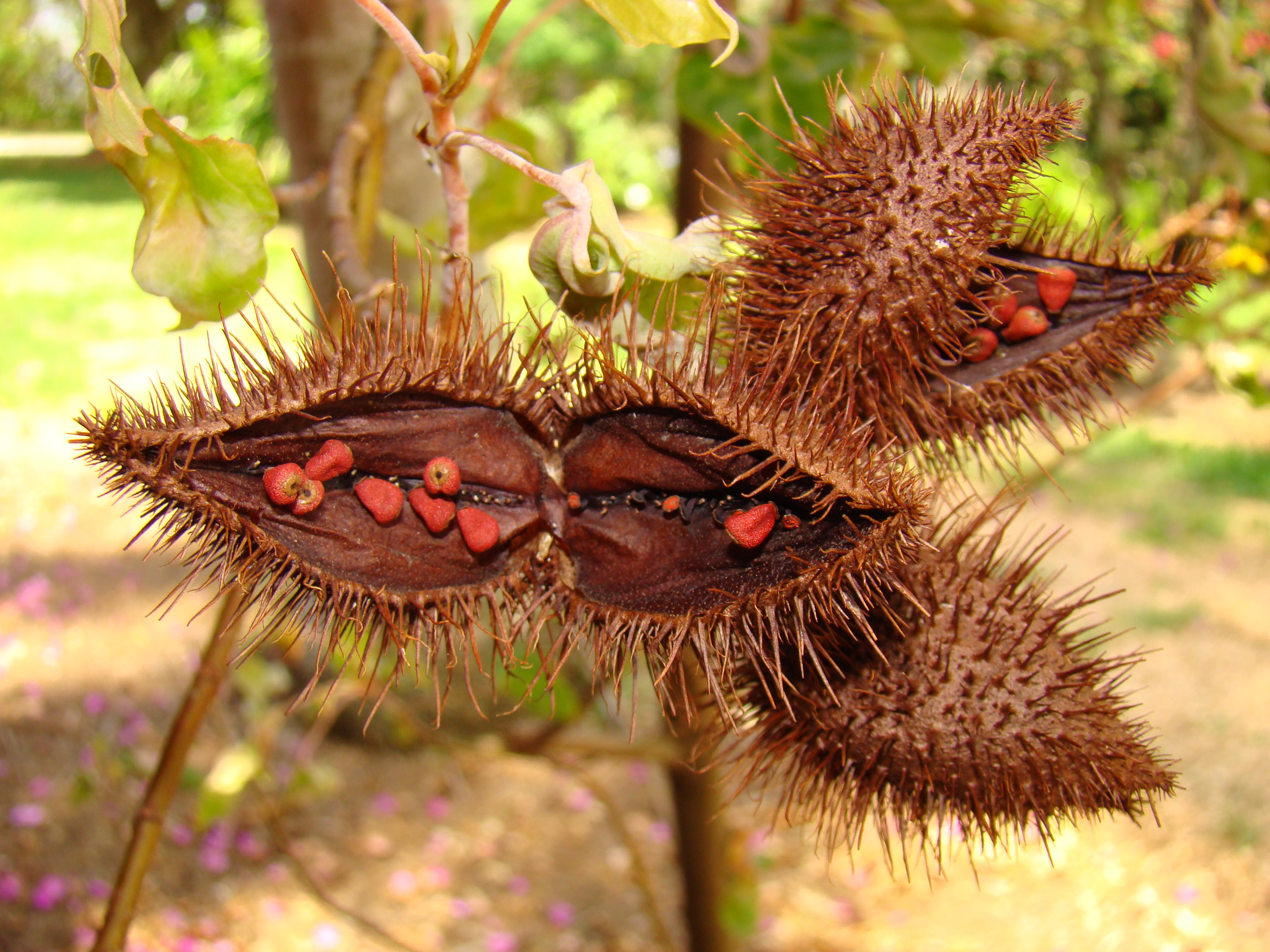
Edison & Ford Winter Estates, Ft Myers, Florida. (2 di 3)
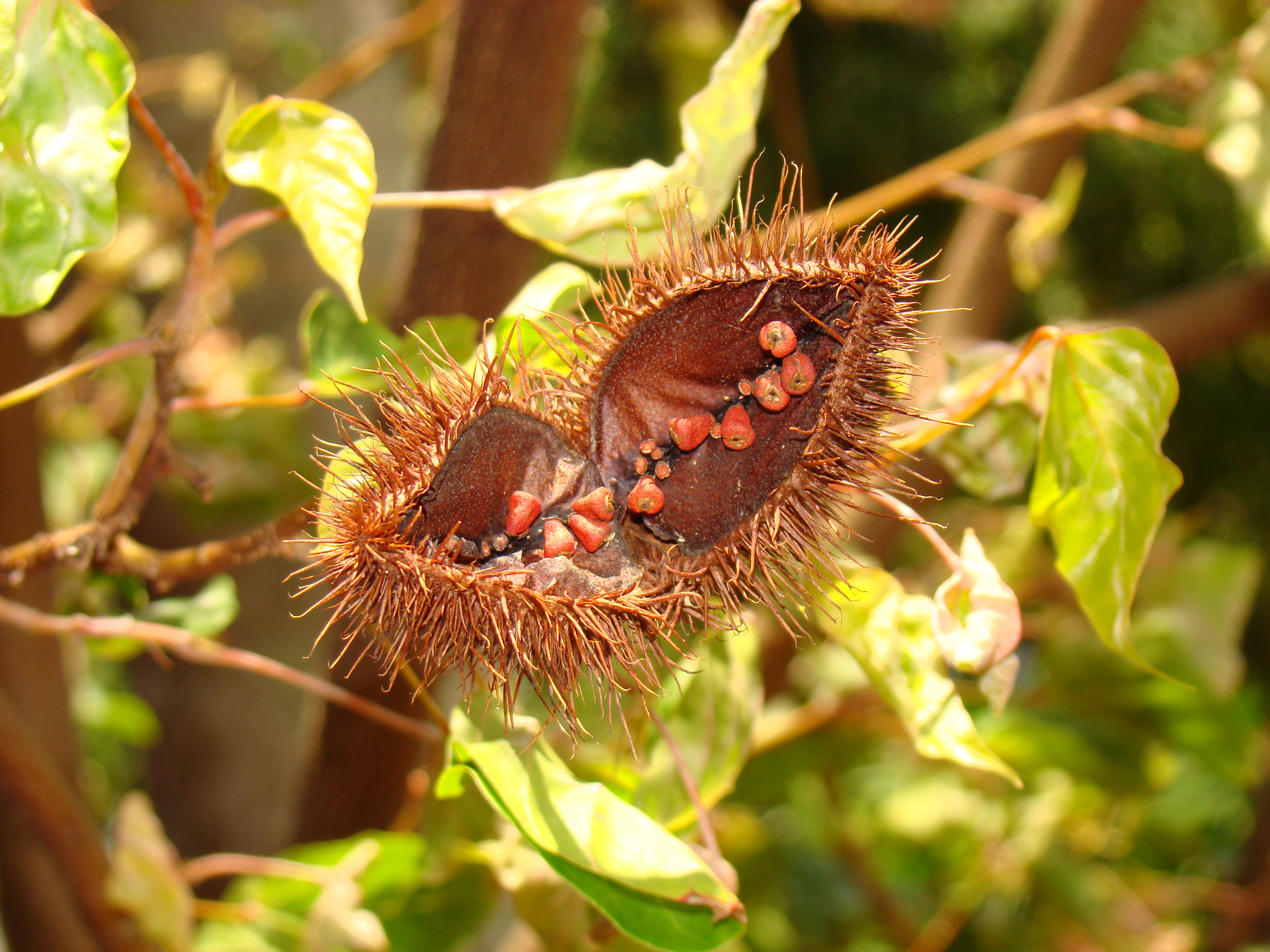
Edison & Ford Winter Estates, Ft Myers, Florida. (3 di 3)
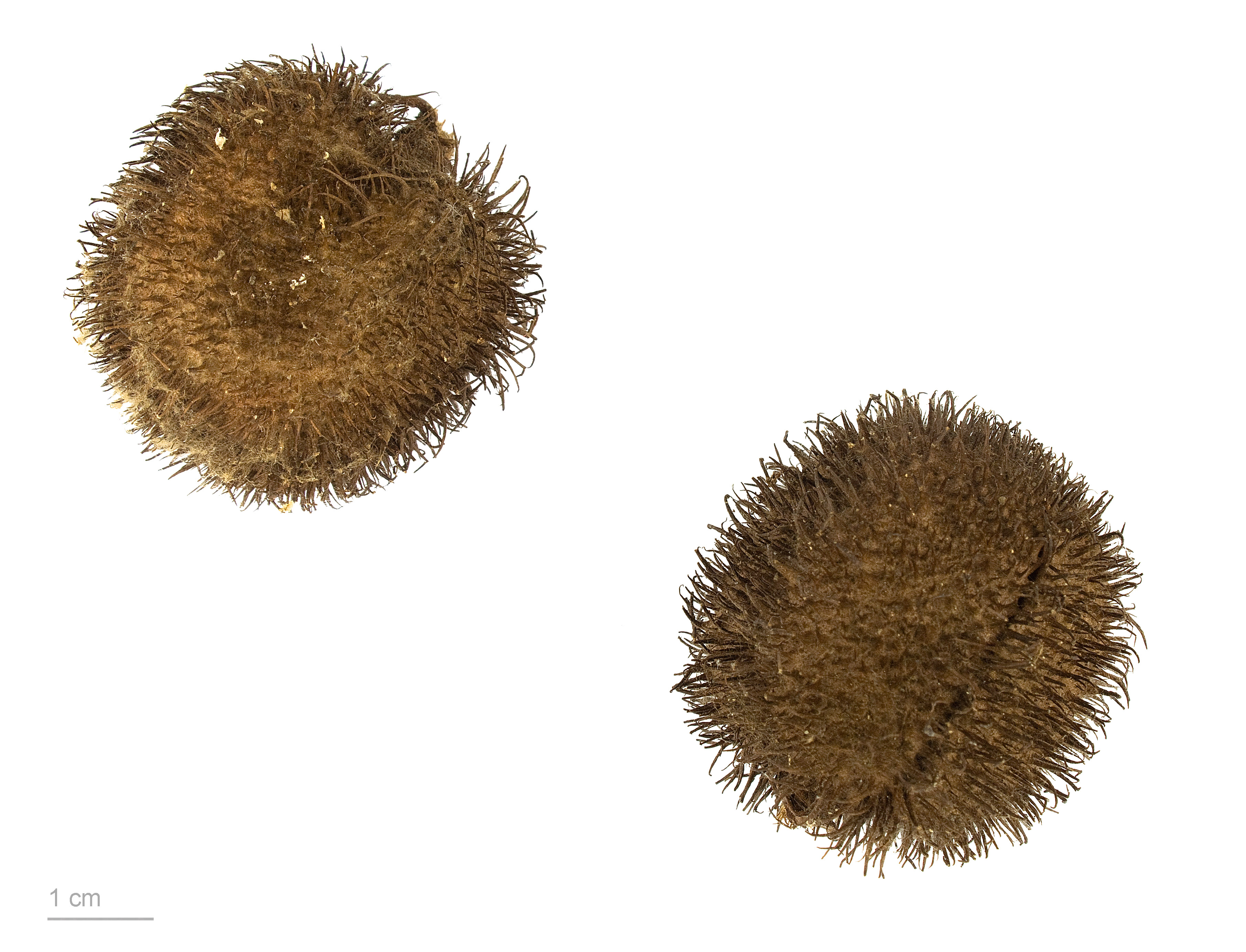
Bixa orellana - Campione di museo.